# علوم سخت
علوم سخت یا دانش سخت (Hard science)، به زمینه‌هایی خاص از علوم طبیعی از جمله فیزیک، شیمی، زمین‌شناسی و بخش‌های متعددی از زیست‌شناسی گفته می‌شود.

## منبع
Wikipedia contributors, "Hard science," Wikipedia, The Free Encyclopedia, http://en.wikipedia.org/w/index.php?title=Hard_science&oldid=207866728